# Estilo bello

Madona de Roudnice, por el Maestro de Třeboň (c. 1385-1390).

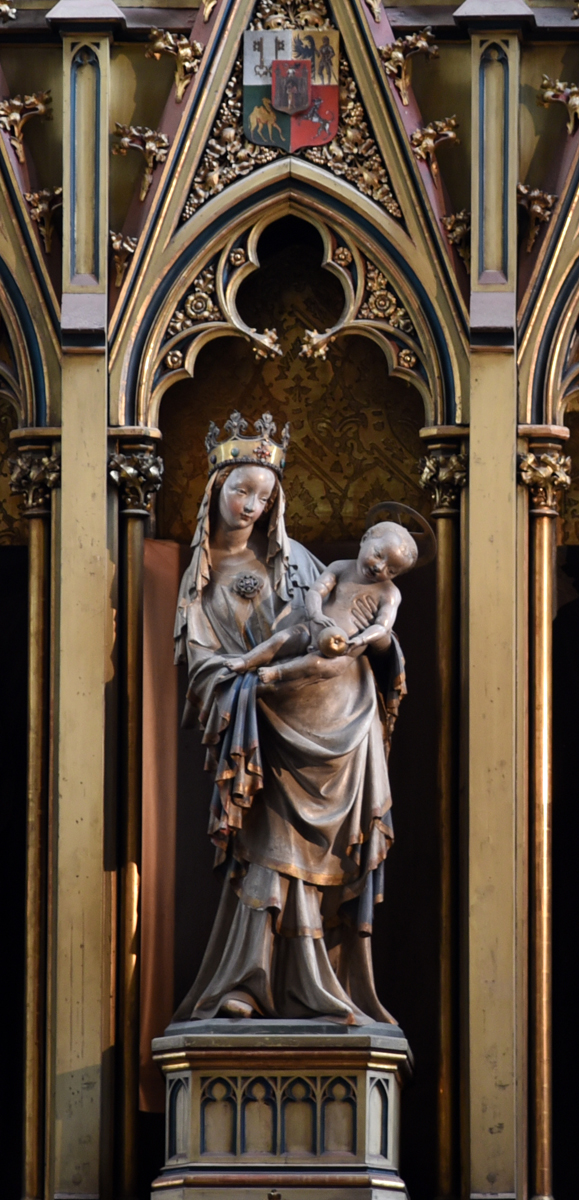
Madona de Pilsen (c. 1380-1384).

Estilo bello (en checo: krásný sloh) es la denominación por la que se conoce a una corriente artística específica del gótico checo predominante en el periodo 1380-1420, aunque la misma perduró incluso después de las guerras husitas. En un sentido más amplio, también se puede considerar al estilo bello una variante centroeuropea desarrollada dentro del estilo gótico, al que se hace referencia en alemán como el weicher stil (estilo suave), representado en Bohemia por el Maestro Theodoric. Esta corriente artística combina el lado sensorial y el lado espiritual de la escena representada, apareciendo principalmente en pintura y escultura, sobre todo en obras relativas a Madonas (bellas Madonas) y Piedades (bellas Piedades). Este estilo se caracteriza por una expresión facial idealizadora y cultivada, figuras esbeltas y, a menudo, curvaturas en forma de S con ropa en la que destaca la profusión de pliegues. El extraordinario desarrollo del arte gótico checo en este periodo se vio influenciado, además de por artistas nacionales, por pintores y escultores oriundos de Francia, Italia y Alemania.
El estilo bello influyó así mismo en la arquitectura de la época, la cual seguía las tendencias artísticas impuestas por el taller de Peter Parler; esto se tradujo en el refinamiento de los elementos constructivos y en la profusión de formas arqueadas, siendo ejemplo de ello diversos edificios de Kutná Hora, como la Iglesia de Santa Bárbara, la Capilla del Corpus Christi, la Iglesia de la Santísima Trinidad y la Corte Italiana. Las obras pictóricas presentes en libros checos también tuvieron un nivel artístico notable, tal y como lo demuestran los manuscritos iluminados creados para el rey Wenceslao IV.

## Pintura
En pintura, el estilo bello se caracterizó por un modelado suave y colores brillantes. Con el Maestro de Třeboň como su máximo representante, destacan las siguientes obras:
- Madona de Roudnice (c. 1385-1390)
- Madona de Santo Tomás (c. 1410)
- Madona de San Vito (c. 1395-1415)

## Escultura
Respecto a la escultura, las Madonas de este estilo artístico reciben el nombre de bellas Madonas. Las más destacadas son:
- Madona de Pilsen (c. 1380-1384)
- Madona de Krumlov (c. 1400)
- Madona de Sternberg (c. 1390-1400)
- Madona de Breslavia (c. 1390-1400)
- Madona de Toruń (c. 1390)